# Canarium ovatum
Espèce
Statut de conservation UICN

 LC  : Préoccupation mineure
Canarium ovatum est une espèce de plantes à fleurs dicotylédones de la famille des Burseraceae, originaire d'Asie du Sud-Est. Ce sont des arbres qui poussent dans la forêt en Indonésie. Le noyau appelé “kenari” est riche en fibres, magnésium, potassium, manganèse. Ces arbres sont cultivés dans certain pays de cette région Asie du Sud-Est dont aux Philippines pour leurs fruits dont le noyau, appelé noix de pili, contient une amande comestible riche en matières grasses.

## Synonymes
Selon The Plant List (10 décembre 2018) :
- Canarium melioides Elmer
- Canarium pachyphyllum G.Perkins